# Lac Nasser
Le lac Nasser (en arabe : بحيرة الناصر, Buhayrat an-Nasir) est un lac artificiel situé à la frontière entre l'Égypte et le Soudan. « Nasser » est l'appellation de la portion égyptienne de ce plan d'eau (soit 83 % de sa surface totale), le côté soudanais portant le nom de lac de Nubie. 

## Caractéristiques physiques

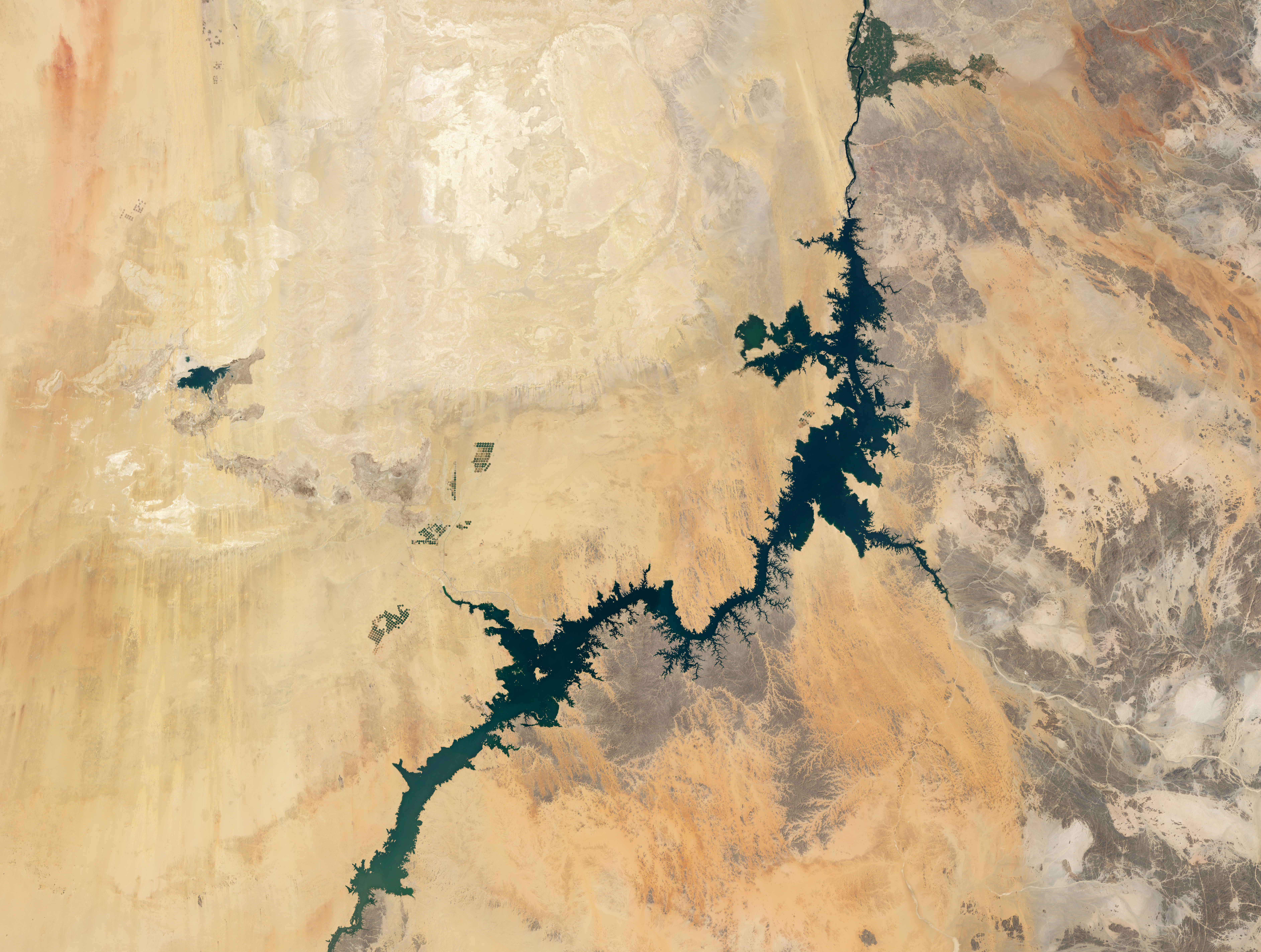
Image de l’Observatoire de la Terre de la NASA par Joshua Stevens, à l’aide des données Landsat de l’U.S. Geological Survey. Article de Kasha Patel.

Le lac Nasser est long de 500 km, sa largeur varie entre 5 et 35 km pour une surface totale de 6 216 km2, dont 5 250 km2 en Égypte. Il constitue un réservoir de 162 milliards de mètres cubes (soit 162 km3) d'eau en plein désert de Haute-Égypte. De fait, si l'on tient compte de l'envasement prévisible (31 km3 prévus dans les 500 prochaines années), du volume des crues (41 km3/an) et de l'évaporation et des infiltrations, le volume d'eau disponible n'est plus que de 74 km3, répartis pour 55,5 km3 pour l'Égypte et 18,5 km3 pour le Soudan. Une grande partie de l'eau égyptienne est affectée au projet d'irrigation de la dépression de Toshka.

## Histoire
Créé à l'issue de la construction du haut barrage d'Assouan, entre 1958 et 1970, il est alimenté par les eaux du seul Nil. Lors de sa construction et pour contrer la montée des eaux, plusieurs sites archéologiques nubiens, dont Abou Simbel et Philæ, furent démontés pierre par pierre et déplacés en hauteur. Ce chantier fut de fait l'occasion de déplacements massifs d'infrastructures et de populations (essentiellement plusieurs centaines de milliers de Nubiens d'Égypte) : le port fluvial soudanais de Wadi Halfa fut par exemple totalement submergé et remplacé par une ville nouvelle aux bords du nouveau lac.
La perche du Nil, que les Égyptiens appellent Samos, est présente dans le lac Nasser. Elle a connu, dans ce jeune lac de barrage, une grande expansion. Ce poisson est connu pour les dégâts causés aux espèces endémiques du lac Victoria où il a été introduit, mais il est autochtone dans tout le bassin du Nil en aval des chutes Murchison (Ouganda) et donc dans la région du lac Nasser, et ne provoque donc pas ces problèmes ici, la faune piscicole indigène d’Égypte, moins riche et moins fragile que celle du lac Victoria, étant naturellement adaptée à être régulée par ce superprédateur. La même chose peut être dite pour le tilapia du Nil qui y est aussi très présent. Ces deux poissons constituent une grande ressource pour les pêcheurs locaux.
Le lac retient de grandes quantités d'alluvions du Nil par décantation. Ces alluvions ne sont plus déposés en aval, notamment par les inondations autrefois annuelles dans le delta, ainsi qu'à l'embouchure des bras du fleuve, ce qui provoque une érosion du delta du Nil.
Dans le cadre du Projet Nouvelle Vallée en Égypte, un large canal a été creusé pour dévier les eaux du lac Nasser vers des dépressions du désert occidental égyptien. Le lac Nasser a un niveau maximum de 183 m et le canal, qui fonctionne comme un trop-plein, permet de dévier l'eau vers l'ouest lorsque le lac Nasser atteint des niveaux supérieurs à 178 m, ce qui survient surtout lors de crues du Nil suffisamment importantes. Ce canal a été mis en service en 1998. Cette eau vient remplir les nouveaux lacs de Toshka en plein désert, qui servent de réserves d'eau pour alimenter une agriculture irriguée dans la région des lacs. Les crues du Nil variant fortement selon les années, le nombre et le niveau des lacs de Toshka varient aussi fortement. Ainsi les années 2010 furent une longues succession d'années de mauvaises crues et les lacs de Toshka se sont presque entièrement asséchés, atteignant leur niveau le plus bas en 2018, tandis que les années 2019 à 2023 furent des années où le Nil a maintenu un débit élevé et a connu de fortes crues, et les lacs de Toshka ont ainsi atteint, en 2022 et 2023, leur nombre et leurs niveaux les plus élevés depuis leur création,.

## Étymologie
Le lac tient son nom du président Gamal Abdel Nasser, maître d'œuvre de cet ouvrage contesté.

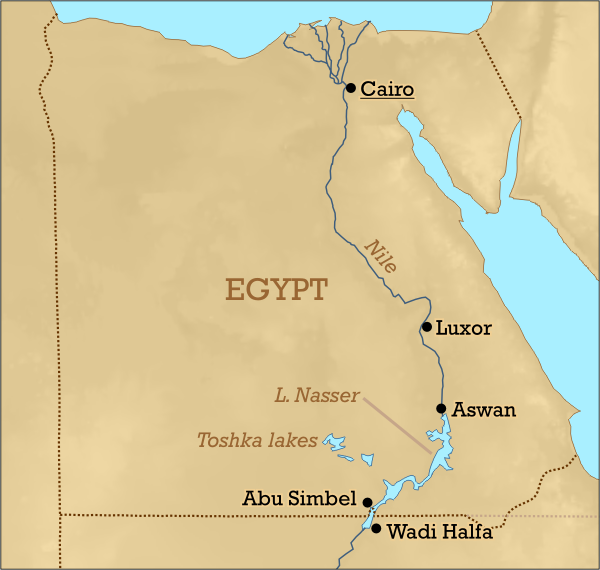
Carte de l'Égypte avec le lac Nasser dans le Sud du pays et le Nord du Soudan.